# Ngôn ngữ quốc gia
Ngôn ngữ quốc gia (tiếng Anh: National language) hay Quốc ngữ là một dạng của sự tồn tại của một ngôn ngữ trong kỷ nguyên tồn tại của một quốc gia, một sự thống nhất hệ thống phức tạp, bao gồm ngôn ngữ văn học, phương ngữ, biệt ngữ và bản địa.
Thông thường Ngôn ngữ quốc gia được xác định theo luật định (De jure) hoặc theo thực tế (De facto). Có rất ít tính nhất quán trong việc sử dụng thuật ngữ này. Một hoặc nhiều ngôn ngữ được sử dụng là ngôn ngữ đầu tiên trong lãnh thổ của một quốc gia có thể được gọi là ngôn ngữ không chính thức hoặc được chỉ định trong pháp luật là ngôn ngữ quốc gia của quốc gia đó. Ngôn ngữ quốc gia hoặc quốc gia được đề cập trong hơn 150 hiến pháp thế giới.
Tại Việt Nam, Tiếng Việt được chính thức ghi nhận trong Hiến pháp nước Cộng hòa xã hội chủ nghĩa Việt Nam 2013, tại Chương I Điều 5 Mục 3, là ngôn ngữ quốc gia (và ngôn ngữ chính thức) của Việt Nam. Không có bất kỳ văn bản nào ở cấp nhà nước quy định giọng chuẩn và quốc tự của tiếng Việt. Hiện nay phần lớn các văn bản trong nước được viết bằng chữ Quốc ngữ (chữ Latinh) theo những "Quy định về chính tả tiếng Việt và về thuật ngữ tiếng Việt" áp dụng cho các sách giáo khoa, báo và văn bản của ngành giáo dục nêu tại Quyết định của Bộ Giáo dục số 240/QĐ ngày 5 tháng 3 năm 1984  do những người thụ hưởng giáo dục đó sau này ra làm việc trong mọi lĩnh vực xã hội. Chữ Hán và chữ Nôm tuy không còn phổ biến nhưng vẫn được giảng dạy ở bậc đại học chuyên ngành Hán-Nôm và được dùng trong các hoạt động liên quan tới văn hóa truyền thống như viết thư pháp. Chương I Điều 5 Mục 3 của Hiến pháp cũng nêu rõ: "Các dân tộc có quyền dùng tiếng nói, chữ viết, giữ gìn bản sắc dân tộc, phát huy phong tục, tập quán, truyền thống và văn hóa tốt đẹp của mình.", do vậy không có luật lệ hay quyền hành nào cấm người Việt hiện nay viết tiếng Việt bằng chữ Hán và chữ Nôm như người Việt xưa, và các dân tộc thiểu số tại Việt Nam cũng có quyền được sử dụng tiếng mẹ đẻ và chữ viết riêng bên cạnh tiếng Việt và chữ Quốc ngữ.

## Ngôn ngữ luận
Khái niệm ngôn ngữ quốc gia thường không được chấp nhận: ví dụ, S. B. Bernstein đã phủ nhận bất kỳ nội dung ngôn ngữ nào đằng sau khái niệm này, hiểu nó là một cấu trúc ý thức hệ thuần túy. Trái lại, V. V. Vinogradov bảo vệ thực tế ngôn ngữ của ngôn ngữ quốc gia như một sự toàn vẹn thứ bậc, trong đó xảy ra một sự tái hiện của các hiện tượng ngôn ngữ - đặc biệt, đẩy các phương ngữ ngày càng xa hơn đến ngoại vi:

Chỉ trong thời đại tồn tại của các ngôn ngữ quốc gia phát triển, đặc biệt là trong xã hội xã hội chủ nghĩa, ngôn ngữ văn học là loại ngôn ngữ được tiêu chuẩn hóa cao nhất dần dần thay thế các phương ngữ và giao thoa và trở thành người phát ngôn của chuẩn mực quốc gia thực sự trong giao tiếp bằng văn bản.

Sự hình thành ngôn ngữ quốc gia đi theo hướng hình thành và củng cố chuẩn mực ngôn ngữ, tiếp thu ngôn ngữ văn học (do vị trí của nó trong quản lý, các tổ chức giáo dục và văn hóa, bắt đầu từ một thời kỳ nhất định liên quan đến ý tưởng của một quốc gia), liên quan đến phương ngữ khu vực, cũng như các trường hợp trong cuộc đấu tranh để lật đổ văn hóa thống trị và hoặc chính trị của một ngôn ngữ nước ngoài (tiếng Latinh, Tiếng Slavon của Giáo hội, ngôn ngữ của các quốc gia đô thị ở các thuộc địa cũ). Theo một số chuyên gia, hình thức thông tục của ngôn ngữ quốc gia, dựa trên một hoặc nhiều phương ngữ, đã được hình thành dưới ảnh hưởng của ngôn ngữ văn học.